# Robert Craven
Robert Craven (3 de dezembro de 1674 - 15 de novembro de 1710) foi um político conservador britânico, eleito membro do parlamento por Coventry em 1710.
Craven era o quarto filho de Sir William Craven e de sua esposa Margaret Clapham, filha de Sir Christopher Clapham. O irmão mais velho de Craven, William Craven, foi o segundo Barão Craven em 1697.
Ele matriculou-se na Christ Church, Oxford em 1693, e entrou no Middle Temple em 1696.
Tendo concorrido sem sucesso em Coventry em 1708, Craven foi eleito membro do parlamento por Coventry em 1710, ficando no topo da votação. No entanto, antes de a nova Câmara dos Comuns se reunir, ele contraiu varíola, da qual morreu em 15 de novembro de 1710. Ele foi enterrado em Binley, Coventry.